# Croton abonari
Croton abonari är en törelväxtart som beskrevs av Riina och Paul Edward Berry. Croton abonari ingår i släktet Croton och familjen törelväxter. Inga underarter finns listade i Catalogue of Life.